# 护城广场
护城广场（Place de la Contrescarpe）是法国巴黎的一个广场。广场位于巴黎第五区的中部，穆浮塔路（Rue Mouffetard），介于rue de Lacepede与勒穆瓦纳枢机路（rue du Cardinal-Lemoine）之间。
广场的直径约为40米，中心是一个公共喷泉。

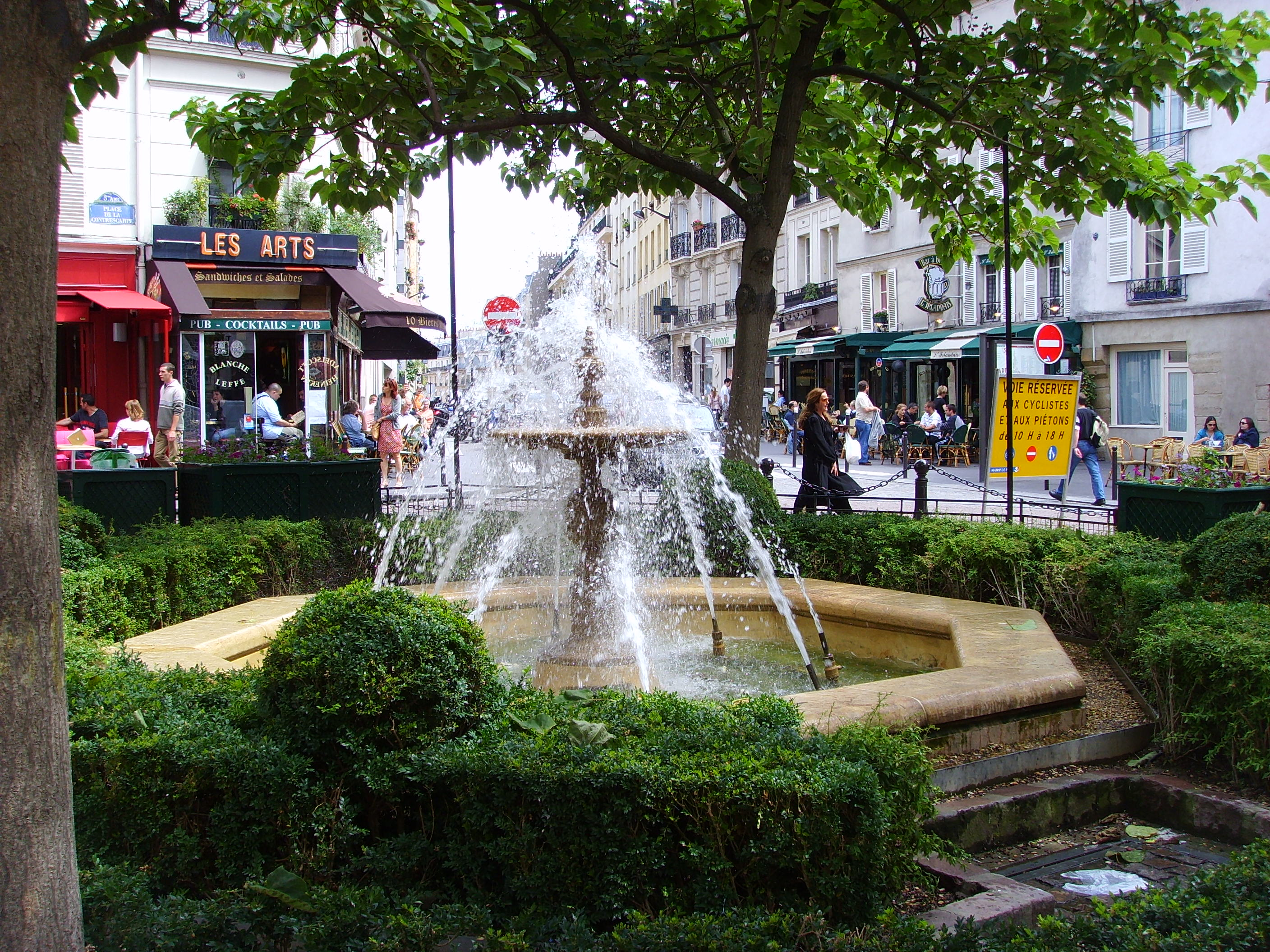
喷泉
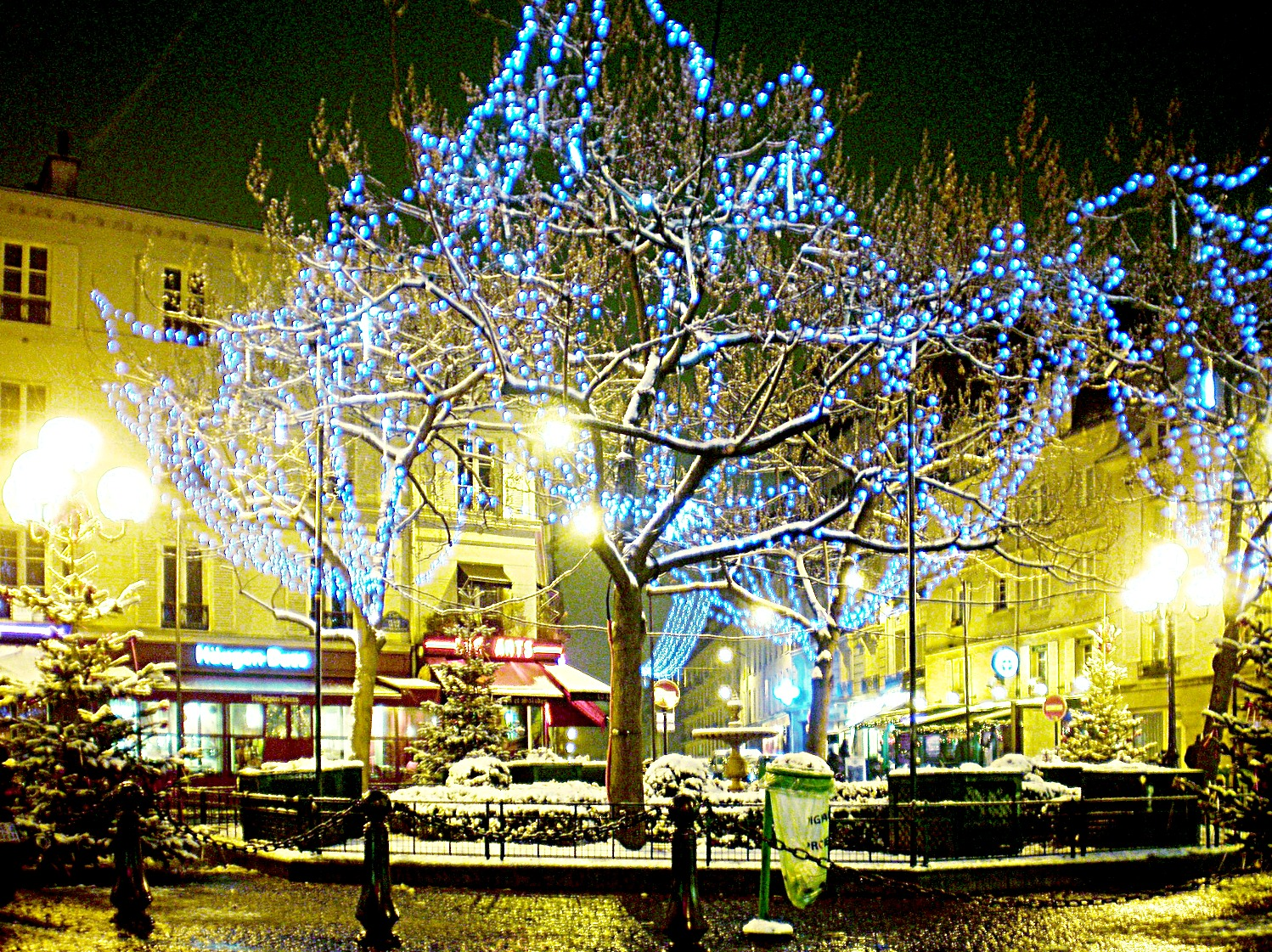

护城广场现在是一个旅游目的地， 这里有很多咖啡馆，大多是最近开张的咖啡馆。然而，有些门面保留了较早时期的记忆。老咖啡馆“Au Nègre joyeux” 位于广场的西侧。

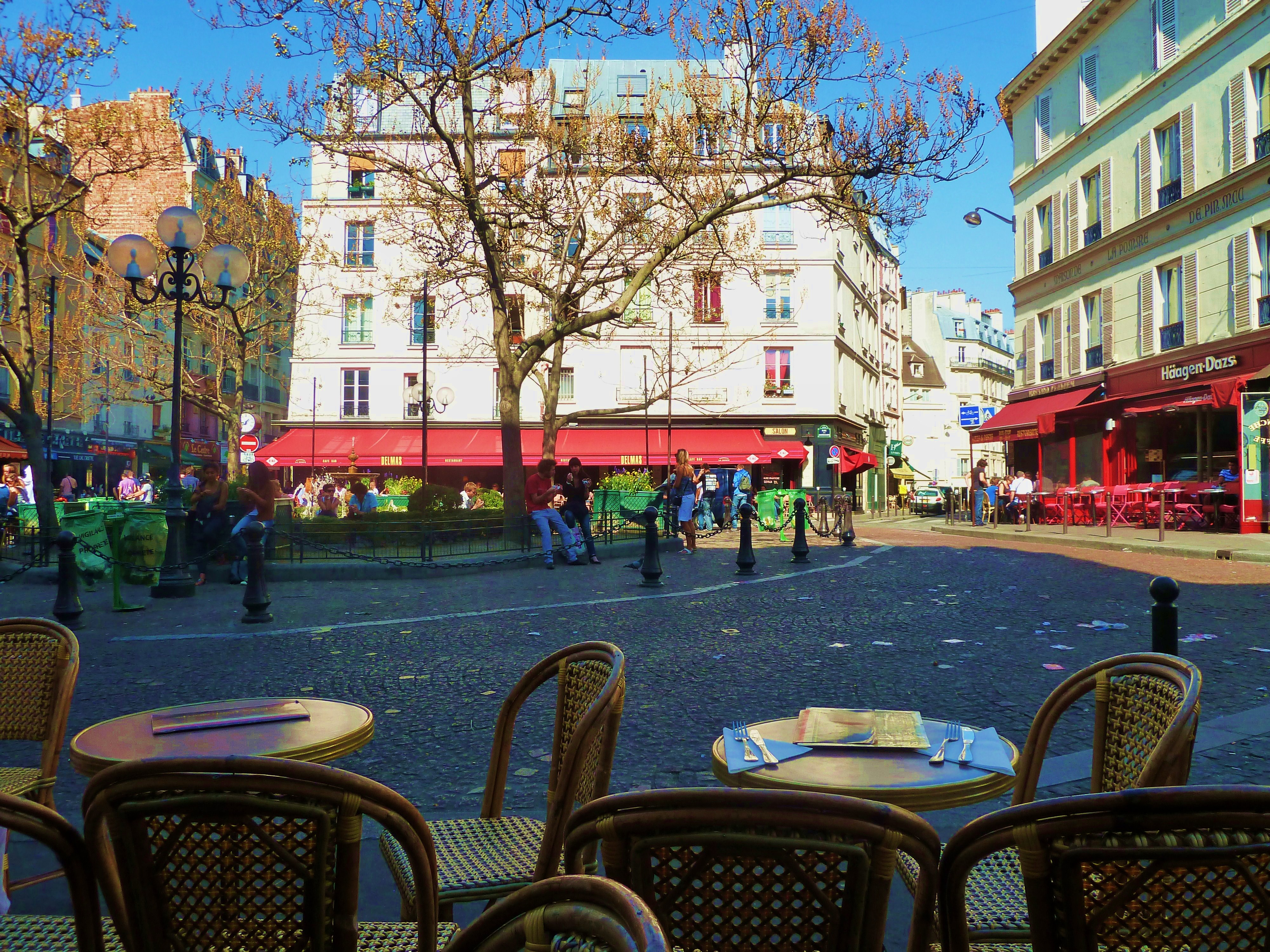
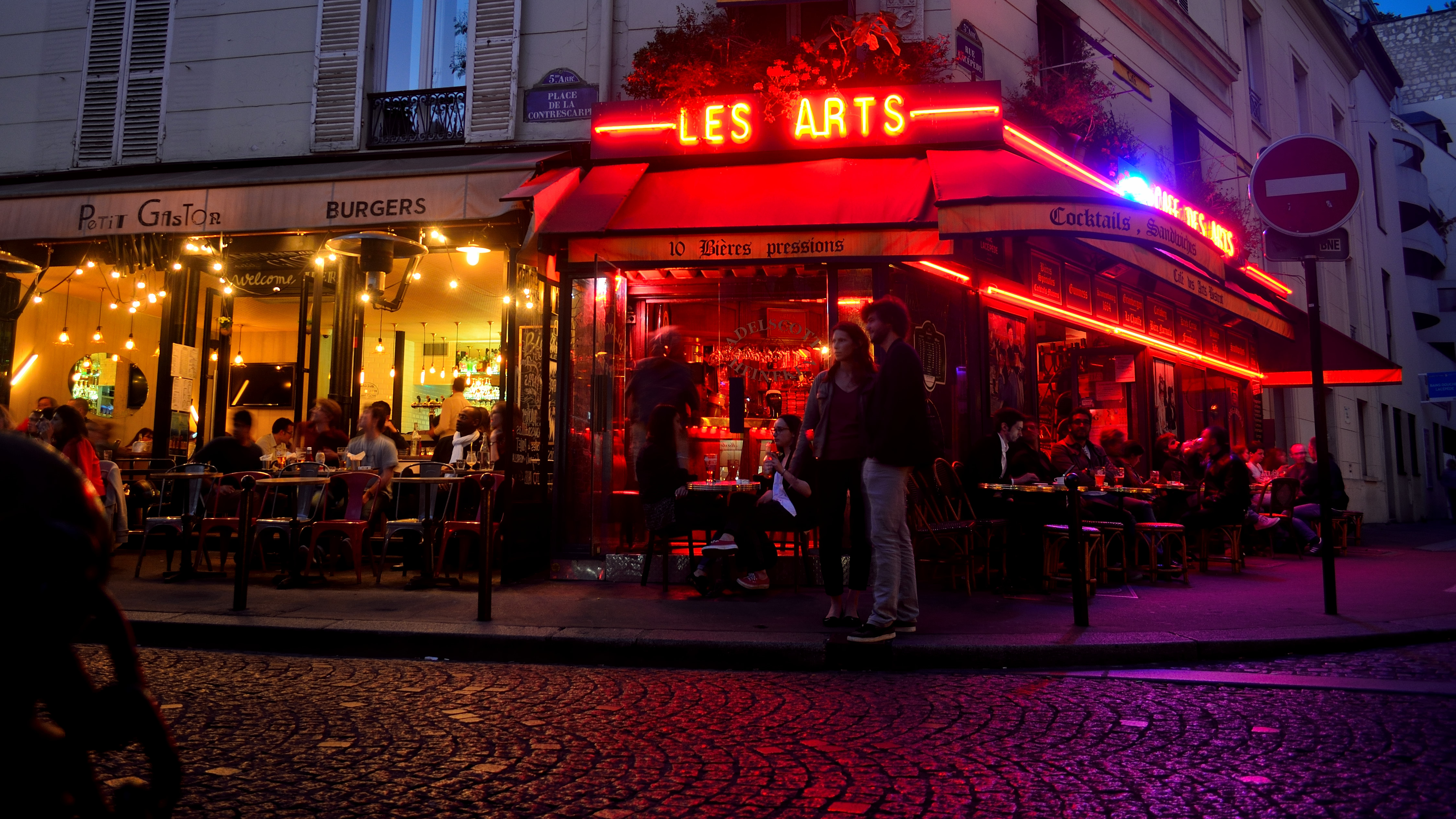
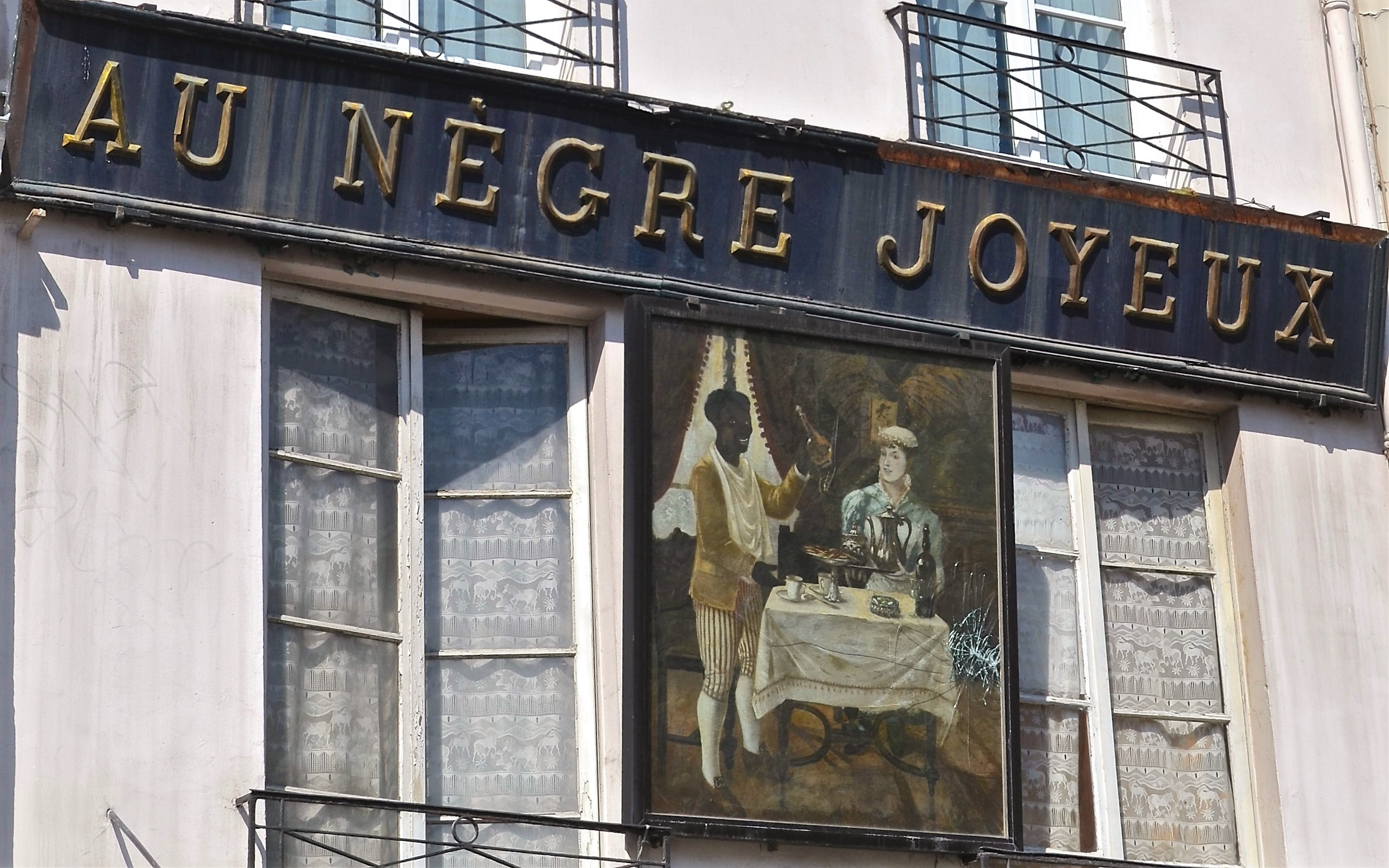
Au Nègre joyeux

## 历史
护城广场开辟于1852年，系拆除介于勒穆瓦纳枢机路、Rue Lacépède和穆浮塔路之间的一片住宅而形成。

## 现状
这个广场现在面临的问题是人行道太窄，咖啡机影响行人行走，以及夜猫子引起的噪音滋扰。
2016年，采取了若干措施，包括移动广场铁链和树篱的位置，还控制了摩托车的停放。